# Південні Джасперські хребти
Південні Джасперські хребти — гірські масиви Скелястих гір в Альберті та Британській Колумбії, Канада.
Це частина Головних Центральних хребтів Канадських Скелястих гір, розташованих на континентальному вододілі, в Національному парку Джаспер (Альберта) та Провінційному парку Маунт Робсон (Британська Колумбія). Тут містяться Медов-Клерво, Фрейзер-Рампарт, Трайдент-рендж і, найбільш масивна, група гір Кавел та верхів'я басейнів річок Атабаска і Фрейзер.
Південні Джасперські хребти охоплюють поверхню 1196 км² (462 mi²), мають довжину 39 км (з півночі на південь) і ширину 49 км.

## Вершини та гори
1. Гора Едіт Кавел — 3363 м
2. Саймон Пік — 3313 м
3. Гора Трон — 3120 м
4. Пік Блекгорн — 3000 м
5. Гора Шеврон — 2879 м
6. Гора Термінал — 2835 м
7. Вістлерз — 2470 м
8. Узвишшя Тонкін — 2398 м